# Acromastigum mooreanum
Acromastigum mooreanum är en bladmossart som först beskrevs av Franz Stephani, och fick sitt nu gällande namn av Eliza Amy Hodgson. Acromastigum mooreanum ingår i släktet Acromastigum och familjen Lepidoziaceae. Inga underarter finns listade i Catalogue of Life.